# Parafia św. Anny w Kiczkach
Parafia św. Anny w Kiczkach– parafia rzymskokatolicka należąca do dekanatu siennickiego, diecezji warszawsko-praskiej, metropolii warszawskiej Kościoła katolickiego, z siedzibą w Kiczkach Drugich.
W parafii posługują księża diecezjalni.

## Obszar parafii
W granicach parafii znajdują się miejscowości: Dzielnik, Gajówka Posiadały, Kiczki Drugie, Kiczki Pierwsze, Leśniczówka Piaseczno, Piaseczno, Posiadały i Skupie.